# Jorge Goeters
Jorge Goeters Arbide (ur. 26 czerwca 1970 roku w San Luis Potosí) – meksykański kierowca wyścigowy.

## Kariera
Goeters rozpoczął karierę w międzynarodowych wyścigach samochodowych w 1995 roku od startów w Copa Sicrea, Nissan Sport Prototipos, gdzie jednak nie zdobywał punktów. Rok później został mistrzem tej serii. W późniejszym okresie Meksykanin pojawiał się także w stawce T4 Series Mexico, Meksykańskiej Formuły 3000, Ford Mustang Championship Mexico, Indy Lights, Meksykańskiej Formuły 3, Desafío Corona Cat. Stock Cars, Grand American Rolex Series, NASCAR West Series, Desafío Corona, NASCAR Busch Series, NASCAR Nextel Cup, Champ Car,  ARCA Series, NASCAR Mexico Series, A1 Grand Prix, NASCAR México Corona Series, SEAT Leon Super Cup Mexico, NASCAR Toyota Series oraz NASCAR K&N Pro Series - Battle at the Beach.
W Champ Car Goeters wystartował w 2005 roku. Wyścig w Monterrey ukończył na osiemnastej pozycji. Uzbierane trzy punkty dało mu 29 miejsce w klasyfikacji generalnej.